# Dave Leduc
Dave Leduc (nacido el 13 de diciembre de 1991) es un luchador canadiense-birmano de Lethwei. Fue seis veces campeón mundial de Lethwei, ostentaba el cinturón dorado de Lethwei en peso abierto y se mantuvo invicto bajo las reglas tradicionales de "KO a victoria". Leduc alcanzó notoriedad mundial al ganar su controvertida pelea en la prisión, dentro de una prisión de máxima seguridad en Tailandia.
En 2016, viajó a Myanmar para practicar boxeo a puño limpio birmano también conocido como Lethwei, considerado el deporte más brutal del mundo. Desafió y derrotó a Tun Tun Min, quien entonces era reconocido como el mejor del mundo y se convirtió en el primer no birmano en ganar el cinturón dorado de Lethwei. Ese mismo año, Leduc se casó con la modelo moldava Irina Terehova en una ceremonia tradicional birmana televisada a nivel nacional en Yangón, con aproximadamente 30 millones de espectadores en Myanmar. Leduc se convirtió en una superestrella en el país y es aclamado por los lugareños donde quiera que va. Es la estrella más grande del deporte Lethwei y ha sido descrito como un fenómeno cultural en Myanmar.